# Pühlhof

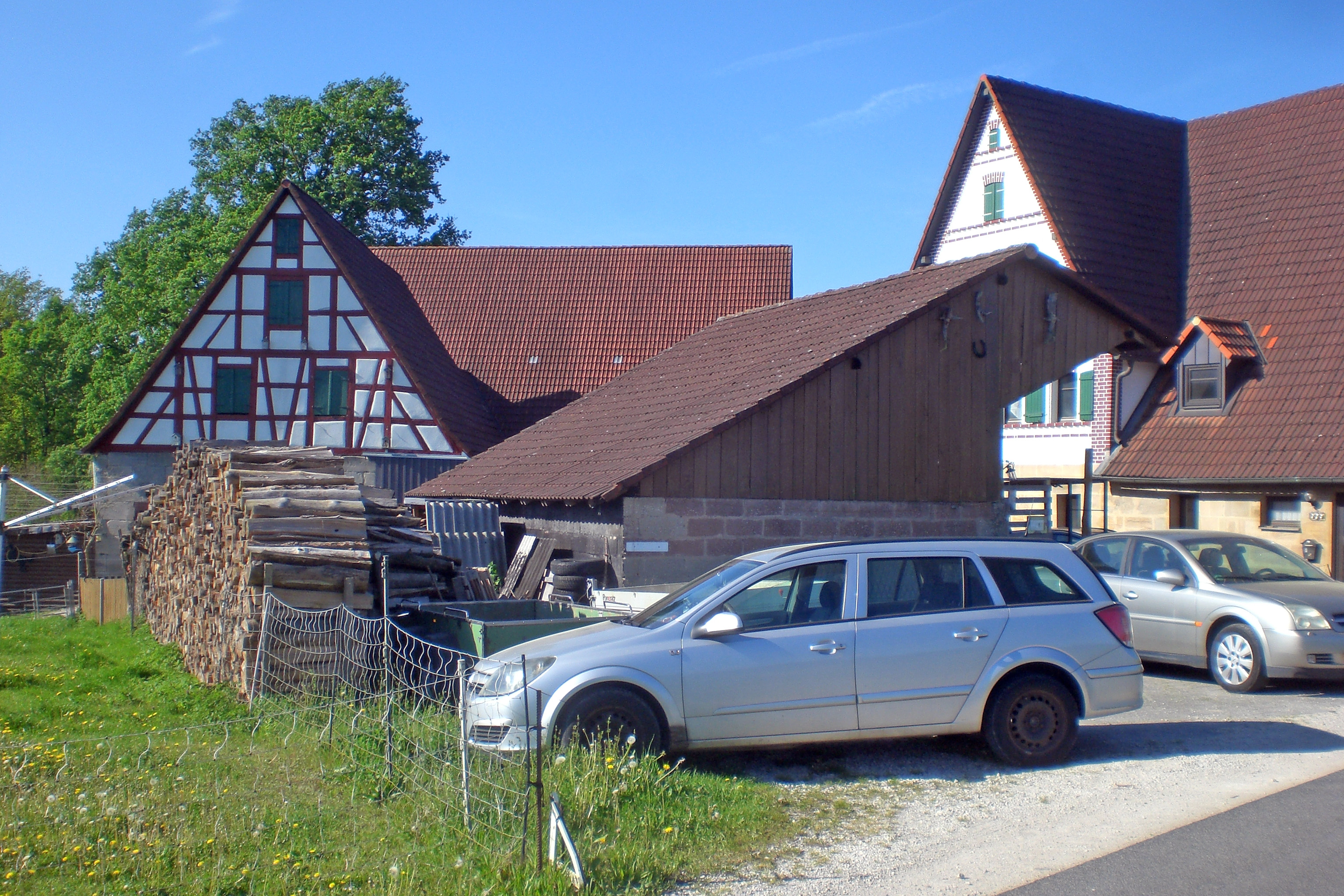
Anwesen in Pühlhof (2024)

Pühlhof ist ein Gemeindeteil der Gemeinde Leinburg im Landkreis Nürnberger Land (Mittelfranken, Bayern). Pühlhof liegt in der Gemarkung Unterhaidelbach.

## Geografie
Der Weiler liegt zwischen dem Behlengraben im Westen, einem rechten Zufluss des Haidelbachs, und dem Haidelbach selber im Osten. Eine Gemeindeverbindungsstraße führt nach Unterhaidelbach zur Staatsstraße 2240 (0,5 km südwestlich) bzw. nach Pötzling (0,7 km nordöstlich).

## Geschichte
Mit dem Gemeindeedikt (frühes 19. Jahrhundert) wurde Pühlhof dem Steuerdistrikt Entenberg und der Ruralgemeinde Unterhaidelbach zugewiesen. Im Zuge der Gebietsreform in Bayern wurde Pühlhof am 1. Juli 1971 nach Leinburg eingemeindet.